# Grenada na letních olympijských hrách
Grenada na letních olympijských hrách startuje od roku 1984. Toto je přehled účastí, medailového zisku a vlajkonošů na dané sportovní události.

## Účast na Letních olympijských hrách
| Dějiště LOH            | LOH      | Vlajkonoš                  | Zlatá medaile | Stříbrná medaile | Bronzová medaile | Celkem |
| ---------------------- | -------- | -------------------------- | ------------- | ---------------- | ---------------- | ------ |
| 1984 Los Angeles       | LOH 1984 | Bernard Wilson             |               |                  |                  | 0      |
| 1988 Soul              | LOH 1988 | Agnes Griffith             |               |                  |                  | 0      |
| 1992 Barcelona         | LOH 1992 | Eugene Licorish            |               |                  |                  | 0      |
| 1996 Atlanta           | LOH 1996 | Jason Charter              |               |                  |                  | 0      |
| 2000 Sydney            | LOH 2000 | Hazel-Ann Regis            |               |                  |                  | 0      |
| 2004 Athény            | LOH 2004 | Alleyne Francique          |               |                  |                  | 0      |
| 2008 Peking            | LOH 2008 | Alleyne Francique          |               |                  |                  | 0      |
| 2012 Londýn            | LOH 2012 | Kirani James               | 1             |                  |                  | 1      |
| 2016 Rio de Janeiro    | LOH 2016 | Kirani James               |               | 1                |                  | 1      |
| 2020 Tokio             | LOH 2020 | Kimberly Ince Delron Felix |               |                  | 1                | 1      |
| 2024 Paříž             | LOH 2024 |                            |               |                  |                  | x      |
| Celkem                 | 10       |                            | 1             | 1                | 1                | 3      |
| Zdroj na Olympedia.org |          |                            |               |                  |                  |        |

## Listina medailistů
| Medal         | Sportovec    | LOH           | Sport         |
| ------------- | ------------ | ------------- | ------------- |
| Zlatá medaile | Kirani James | Grenada (GRN) | 2012 Atletika |